# Société bancaire du Liban
La Société bancaire du Liban SAL (ancienne Banque Zilkha SAL) fut une banque libanaise privée, fondée en 1958 par les familles Bashi et Lawi. Ils resteront les principaux actionnaires jusqu’à la fusion de la banque avec la First National Bank SAL en 2002.